# Radošovice, Benešov
Radošovice là một làng thuộc huyện Benešov, vùng Středočeský, Cộng hòa Séc.